# Outplacement
Per outplacement si intende l'attività di ricollocazione del lavoratore nel mercato del lavoro. È un termine di origine inglese importato dagli Stati Uniti dove è stato coniato intorno agli anni '60. Per primo fu utilizzato dall'ente spaziale della NASA che aiutò migliaia di dipendenti provenienti dal concluso progetto "Apollo" a rientrare nel mercato del lavoro. Infatti l'outplacement si presenta come un servizio che favorisce la riqualificazione e la ricollocazione in differenti contesti aziendali degli individui disoccupati o in cerca di un nuovo lavoro.

## Descrizione
L'outplacement funge da supporto alla ricollocazione e ricollocamento di soggetti che sono disoccupati o in uscita da un'attività lavorativa.
Questo comprende un attento lavoro di valutazione, riqualificazione del lavoro e la ricerca di nuove possibilità.
È un servizio che viene erogato da enti per il lavoro che si occupano di accompagnare il lavoratore nel percorso di riqualificazione delle sue competenze per potersi ricollocare in un altro o nuovo ambito lavorativo.
L’ouplacement fa la sua prima apparizione in Italia alla metà degli anni Ottanta. Outplacement significa “collocare all’esterno”. È immediatamente chiaro come tale formula rappresenti, da un lato, un vantaggio per le aziende che riducono, grazie ad essa, il costo del lavoro, dall’altro, per il dipendente in esubero al quale viene fornita la possibilità di ricollocamento tramite un’assistenza concreta. Il servizio di outplacement diventa uno strumento negoziale per l’imprenditore, partendo dal riconoscimento del valore delle risorse umane e rappresenta una forma di monetizzazione indiretta, basata sul sostegno nella ricerca di alternative professionali. Per i lavoratori, il sostegno emotivo, oltre a quello concreto, determina un effetto positivo nella loro percezione della mobilità, non in termini di fallimento personale, ma quale occasione di miglioramento della propria professionalità e della carriera stessa.

## Fasi
Un servizio di outplacement generalmente si esplicita in 4 fasi successive:
1. Assessment (autodiagnosi/bilancio delle competenze)
2. Preparazione degli strumenti di marketing (curriculum vitae, colloquio, lettera di presentazione, ecc.)
3. Ricerca attiva sul mercato
4. Reinserimento nel mercato del lavoro

## Tipologie di outplacement

### Individuale
Si realizza attraverso 4 fasi precedute da un colloquio individuale.
1. Bilancio delle competenze. Prevede una stesura delle competenze del soggetto. Si porta quest'ultimo ad esprimere le competenze maturate nel corso della sua storia lavorativa, i punti di forza e le aree di miglioramento. Il candidato viene invitato ad esplicitare tutte le esperienze passate e maturate.
2. Profilo professionale e progetto professionale. Si mettono a punto le competenze maturate nel tempo dalla persona e le sue aspirazioni tenendo conto delle esigenze di mercato. Questi tre elementi servono per programmare un intervento formativo che colmi la distanza tra le competenze della persona e quelle richieste per re-inserirsi nel mercato del lavoro.
3. Supporto e affiancamento. Con l'aiuto di un professionista incaricato nel ricollocamento del soggetto, si analizza il percorso professionale della persona e si definiscono i target di ricollocamento. In questa fase il professionista deve aiutare il candidato a sviluppare attività che favoriscano l'incontro con le offerte di lavoro. Per la buona riuscita di questa fase il livello motivazionale e la percezione di benessere della persona devono essere elevati. Una volta completato il piano di self marketing il professionista interviene sulle problematiche della persona che ne ostacolano il futuro occupazionale, questo richiede fra le altre cose interventi di perfezionamento della comunicazione verbale e non verbale. Il candidato può inoltre partecipare ad alcune simulazioni di colloqui di lavoro, che lo mettono alla prova nel presentare correttamente il proprio percorso lavorativo, i successi raggiunti e ad affrontare nel miglior modo le criticità che possono essere sollevate dal selezionare/selezionatore.

### Collettivo
1. Fase di esaminazione. Viene esaminata la situazione aziendale da cui scaturisce la proposta di un progetto di ricollocamento inserito nell'accordo sindacale. La procedura necessita di un coinvolgimento attivo e immediato dell'azienda che ha richiesto l'intervento. Questa deve offrire un supporto alla decisione, un'analisi e comprensione della situazione vigente e all'individuazione di opzioni e messaggi da dare in accordo con il manager aziendale. Successivamente si presenta il progetto al management e alle organizzazioni sindacali e si procede poi con la presentazione del progetto ai candidati che verranno sottoposti a colloqui individuali.
2. Fase di intervento. Consiste nella messa in atto del progetto, gli interventi sono sempre preceduti da azioni di tipo propedeutico: presentazione collettiva ai lavoratori dell'azienda con riorganizzazione e ridimensionamento degli obiettivi del progetto, raccolta delle adesioni, colloqui individuali con i lavoratori interessati a presenziare e frequentare il percorso per un approfondimento al fine di delineare motivazioni e aspettative, formazione dei gruppi. Il partecipante viene quindi inserito all’interno di un gruppo formato al massimo da 12/15 persone, provenienti dalla stessa azienda (se questa stia effettuando più di un licenziamento) o da differenti realtà organizzative, per dargli modo di confrontarsi con chi abbia esperienze diverse dalle proprie. Il confronto con il gruppo ha un grande valore per la crescita personale del partecipante, in quanto permette di apprendere a relazionarsi in maniera più costruttiva con quelli che potrebbero diventare futuri colleghi, collaboratori o clienti.

## Caratteristiche del servizio
Gli enti che si occupano di outplacement assistono l'utente fino al suo ricollocamento, mettendo a sua disposizione:
1. Supporto logistico e di segreteria (uffici);
2. Metodologia consolidata per la ricerca attiva;
3. Professionista che lo guidi nel percorso di reinserimento;
4. Data-base e network (informazioni e relazioni), utili al fine di ottenere contatti con il mercato del lavoro.

## I servizi principali che vengono erogati
Colloqui orientativi individuali e di gruppo al fine di poter fare un bilancio delle competenze: si ricostruisce assieme all'utente un quadro delle attività rilevanti compiute in vari ambiti (lavoro, contesto sociale, tempo libero) al fine di far emergere conoscenza, abilità, atteggiamenti, vincoli per stendere un progetto professionale coerente ed aderente alla realtà.
Incontri d'aula/colloqui di gruppo sulla ricerca vera e propria del lavoro: fase di formazione/informazione per poter diventare autonomi nella ricerca, aumentare conoscenze sulle normative, sugli andamenti del mercato del lavoro e sulle nicchie di mercato.
Job scouting: la società che ha in carico i lavoratori licenziati ricerca offerte di mercato sul territorio di riferimento contattando telefonicamente le singole aziende.